# 流坑村
27°16′05″N 115°46′19″E / 27.26806°N 115.77194°E
流坑村位于江西省抚州市乐安县牛田镇东南部。村民大都姓董，自称是董仲舒的后裔，实际可考的开基祖是董合。南唐昇元年间建村，原属吉州永丰县，南宋时改由乐安县辖。
徐霞客到流坑村游历后记载：“其处阛阓纵横，是为万家之市，而董氏为巨姓，有五桂坊焉。”被誉为"千古第一村"。
流坑村现有1280户，5600人，耕地3572亩，山地面积53400亩，村落面积3.61平方公里，保存着明代建筑（含遗址）19处，清代建筑250多处。1997年8月22日，江西省人民政府特批流坑村为江西省历史文化保护区。2001年6月，流坑村被列为第五批全国重点文物保护单位。2003年10月，流坑村被评为首批中国历史文化名村。
流坑村四面环山，村边的牛田河（恩江）自东南向西北流去。从流坑村沿江到下游的峡圳村，两岸古樟有上万株，其中1000年以上树龄的一级古樟有346株，400年以上树龄的二级古樟有2330株，200年以上树龄的三级古樟有1451株。

## 相关书籍
- 李秋香，陈志华. . 河北教育出版社. 2003. ISBN 9787543447844.
- . 江西教育出版社. 1999. ISBN 9787539231471.
- 张新民. . 中国青年出版社. 2000. ISBN 9787805367118.
- 周銮书. . 江西人民出版社. 2003. ISBN 9787210017691.